# Shinobu Ōta

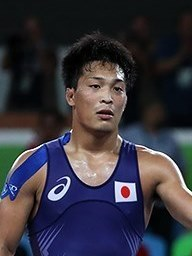
Shinobu Ota (2016)

Shinobu Ōta (japanisch 太田忍, Ōta Shinobu; * 28. Dezember 1993 in Gonohe, Präfektur Aomori) ist ein japanischer Ringer. Er gewann bei den Olympischen Spielen 2016 in Rio de Janeiro eine Silbermedaille im griechisch-römischen Stil in der Gewichtsklasse bis 59 kg Körpergewicht. 2019 wurde er im gleichen Stil Weltmeister in der Gewichtsklasse bis 63 kg Körpergewicht.

## Werdegang
Shinobu Ōta begann als Jugendlicher mit dem Ringen und konzentrierte sich dabei auf den griechisch-römischen Stil. Er gehört dem Sportclub ALSOK an und ist Student an der Nippon Sport Science University (Sporthochschule) Tokio. Sei 2012 gehört er auch der japanischen Nationalmannschaft der Ringer im griechisch-römischen Stil an. Sein Trainer ist Shingo Matsumoto. Bei einer Größe von 1,65 Metern wiegt er ca. 65 kg und trainiert zu den Wettkämpfen auf 59 kg ab.
Sein erster Einsatz bei einer internationalen Meisterschaft war der bei der Junioren-Weltmeisterschaft (Juniors) in Pattaya im Jahre 2012. In der Gewichtsklasse bis 55 kg kam er dabei hinter Eldanis Asisli, Aserbaidschan und Wiktor Ciobanu aus Moldawien auf den 3. Platz. Bei der Junioren-Weltmeisterschaft (Juniors) 2013 in Sofia kam er nur auf den 10. Platz. Bei der japanischen Meisterschaft der Senioren belegte er in der Gewichtsklasse bis 60 kg hinter Kazumo Kuramoto den 2. Platz.
Seit 2014 wird Shinobu Ōta vom japanischen Ringerverband auch bei vielen internationalen Turnieren eingesetzt, um internationale Erfahrungen zu sammeln. Beim Golden-Grand-Prix in Szombathely 2014, bei dem fast die gesamte Weltelite versammelt war, belegte er in der Gewichtsklasse bis 59 kg hinter Olympiasieger Hamid Soryan Reihanpour aus dem Iran und Rahman Bilici aus der Türkei den 3. Platz. Bei der darauf folgenden Asienmeisterschaft in Almaty war er in derselben Gewichtsklasse am Start. Im Halbfinale dieser Meisterschaft gelang ihm dabei ein Sieg über den amtierenden Weltmeister Yun Won-chol aus Nordkorea. Im Finale musste er sich aber Elmurat Tasmuradow aus Usbekistan geschlagen geben. Das Jahr 2014 beendet Shinobu Ōta mit einem 2. Platz bei der japanischen Meisterschaft hinter Kazuma Kuramoto, aber noch vor dem langjährigen Titelträger Kohei Hasegawa.
Im März 2015 kam Shinobu Ōta zu einem Turniersieg beim FILA-Grand-Prix in Szombathely vor Spenser Thomas Mango aus den Vereinigten Staaten und Stig André Berge aus Norwegen. Bei der Asienmeisterschaft 2015 in Doha kam er in diesem Jahr hinter Elmurat Tasmuradow und Yun Won-chol auf den 3. Platz. Beim für die Qualifikation zur Weltmeisterschaft 2015 ausschlaggebenden Meiji-Cup in Tokio kam er in der Gewichtsklasse bis 59 kg hinter Shota Tanokura auf den 2. Platz. Im Dezember 2015 wurde er erstmals japanischer Meister in dieser Gewichtsklasse vor Kohei Hasegawa, Shota Tanokura und Masuto Kawana.
Im März 2016 erkämpfte Shinobu Ōta beim Olympia-Qualifikations-Turnier in Astana in der Gewichtsklasse bis 59 kg mit einem 2. Platz hinter Wang Lumin, China einen Startplatz für Japan. Er setzte sich auch in der inner-japanischen Auseinandersetzung um einen Startplatz bei den Olympischen Spielen gegen Kohei Hasegawa und Kenichiro Fumita durch. In Rio de Janeiro gewann er dann mit Siegen über Hamid Soryan Reihanpour, Almat Kebispajew, Kasachstan, Stig André Berge und Rowschan Bajramow aus Aserbaidschan und einer Niederlage im Finale gegen Ismael Borrero Molina aus Kuba die Silbermedaille. Im Dezember 2016 unterlag er bei der japanischen Meisterschaft gegen Kenichiro Fumita mit 7:9 Punkten und kam dort nur auf den 2. Platz.
2017 gelangen ihm Turniersiege in Camagüey und in Warschau, wo er jeweils vor Kenichiro Fumita landete, trotzdem schaffte nicht er, sondern Fumita den Sprung zur Weltmeisterschaft dieses Jahres in Paris. Fumita wurde dort auch Weltmeister. Bei der japanischen Meisterschaft im Dezember 2017 konnte sich Shinobu Ōta für die Niederlage im Finale von 2016 revanchieren. Er besiegte Fumita mit 5:4 Punkten und wurde zum zweitenmal japanischer Meister.
Im Februar 2018 wurde Shinobu Ōta in Bischkek in der Gewichtsklasse bis 60 kg zum dritten Male Asienmeister. Im Finale bezwang er dabei den Nordkoreaner Re Se-ung. Im Juni 2018 erkämpfte er sich mit einem Sieg beim Meiji-Cup in Tokio den japanischen Startplatz bei den Asienspielen 2018 in Jakarta und bei der Weltmeisterschaft 2018 in Bukarest. In Jakarta triumphierte er in der Gewichtsklasse bis 60 kg. Im Endkampf besiegte er dort Kanibek Scholchubekow aus Kirgisistan. Bei der Weltmeisterschaft in Bukarest enttäuschte er aber. Er gewann dort zwar seinen ersten Kampf gegen Mehrdad Abdmohammad Mardani aus dem Iran, verlor dann aber überraschend gegen den weitgehend unbekannten Aidos Sultanagli aus Kasachstan. Da dieser das Finale nicht erreichte, schied er aus und kam nur auf den 9. Platz. Bei der japanischen Meisterschaft im Dezember 2018 kam er in das Finale, unterlag in diesem aber seinem alten Rivalen Kenchiro Fumita.
2019 startete er bei der Weltmeisterschaft in Nur Sultan in der Gewichtsklasse bis 63 kg. Er wurde mit Siegen über Maxim Nehoda, Weißrussland, Tinar Scharschenbekow, Kirgisistan, Almat Kebispajew, Kasachstan und den Titelverteidiger Stepan Marjanjan, Russland, erstmals Weltmeister.

## Internationale Erfolge
| Jahr | Platz  | Wettbewerb                                   | Gewichtsklasse | Ergebnisse |
| ---- | ------ | -------------------------------------------- | -------------- | --- |
| 2012 | 3.     | Junioren-WM (Juniors) in Pattaya             | bis 55 kg      | hinter Eldanis Asisli, Aserbaidschan und Wiktor Ciobanu, Moldawien |
| 2013 | 10.    | Junioren-WM (Juniors) in Sofia               | bis 55 kg      | nach einem Sieg über Nitin, Indien und einer Niederlage gegen Mostafa Behzadimoghaddam, Iran                                                                                         |
| 2014 | 5.     | Yadegar-Imam-Cup in Teheran                  | bis 59 kg      | Sieger: Mohsen-Hossein Hajipur, Iran vor Yun-Won-chol, Nordkorea |
| 2014 | 3.     | Golden-Grand-Prix in Szombathely             | bis 59         | hinter Hamid Soryan Reihanpour, Iran und Rahman Bilici, Türkei |
| 2014 | 2.     | Asienmeisterschaft in Almaty                 | bis 59 kg      | nach Siegen über Mohamed Al Saedi, Irak, Yang Teng-Kuei, Taiwan und Yun Won-chul, Nordkorea und einer Niederlage gegen Elmurat Tasmuradow, Usbekistan                                |
| 2014 | 7.     | Golden-Grand-Prix in Baku                    | bis 59 kg      | Sieger: Taleh Mammadow, Aserbaidschan vor Saman Abdouvali, Iran und Stig André Berge, Norwegen                                                                                       |
| 2014 | 1.     | Copa Brasil in Rio de Janeiro                | bis 59 kg      | vor Diego Romanelli, Brasilien |
| 2015 | 1.     | FILA-Grand-Prix in Szombathely               | bis 59 kg      | vor Spenser Thomas Mango, USA und Stig André Berge |
| 2015 | 3.     | Asienmeisterschaft in Doha                   | bis 59 kg      | hinter Elmurat Tasmuradow und Yun Won-chol |
| 2016 | 2.     | Großer Preis von Ungarn in Szombathely       | bis 59 kg      | hinter Kohei Hasegawa, Japan, vor Ryan Mango, USA und Wang Lumin, China |
| 2016 | 2.     | Olympia-Qualifikations-Turnier in Astana     | bis 59 kg      | hinter Wang Lumin, vor Firus Tuchtajew, Usbekistan |
| 2016 | Silber | OS in Rio de Janeiro                         | bis 59 kg      | nach Siegen über Hamid Soryan Reihanpour, Almat Kebispajew, Kasachstan, Stig André Berge und Rowschan Bajramow, Aserbaidschan und einer Niederlage gegen Ismael Borrero Molina, Kuba |
| 2017 | 1.     | Cerro-Pelado-International in Camagüey       | bis 59 kg      | vor Kenichiro Fumita, Japan und Javier Dumenigo, Kuba |
| 2017 | 1.     | Wladyslaw-Pytlasinski-Cup in Warschau        | bis 59 kg      | vor Sergei Jemelin, Russland, Kenichiro Fumita und Kanibek Scholchubekow, Kirgisistan                                                                                                |
| 2017 | 3.     | Großer Preis von Spanien in Madrid           | bis 59 kg      | hinter Kenichiro Fumita und Yasin Ozay, Frankreich |
| 2018 | 1.     | Asienmeisterschaft in Bischkek               | bis 60 kg      | vor Re Se-ung, Nordkorea, Kanibek Scholchubekow, Kirgisistan und Islomjon Bachramow, Usbekistan                                                                                      |
| 2018 | 3.     | Dan-Kolow & Nikola-Petrow-Memorial in Sofia  | bis 63 kg      | hinter Nikolai Iwanow Winchew, Bulgarien und Mihai-Radu Mihut, Rumänien |
| 2018 | 1.     | Asienspiele in Jakarta                       | bis 60 kg      | vor Kanibek Scholchubekow, Mairambek Ainagulow, Kasachstan und Mehrdad Abdmohammad Mardani, Iran                                                                                     |
| 2018 | 9.     | WM in Bukarest                               | bis 60 kg      | nach einem Sieg über Mehrdad Abdmohammad Mardani und einer Niederlage gegen Aidos Sultanagli, Kasachstan                                                                             |
| 2019 | 1.     | Großer Preis von Ungarn in Győr              | bis 63 kg      | vor Tuo Erbatu, China, Meysam Delchani, Iran und Walihan Sailike, China |
| 2019 | 2.     | Dan-Kolow & Nikolai-Petrow-Memorial in Russe | bis 63 kg      | hinter Stepan Marjanjan, Russland, vor Rahman Bilici, Türkei und Tuo Erbatu |
| 2019 | 1.     | Oleg-Karawajew-Memorial in Minsk             | bis 63 kg      | nach Siegen über Roman Iwanow, Russland, Ihar Drozd, Weißrussland, Mairambek Ainagulow und Islomjon Bachramow, Usbekistan                                                            |
| 2019 | 1.     | WM in Nur Sultan                             | bis 63 kg      | nach Siegen über Maxim Nehoda, Weißrussland, Tinar Scharschenbekow, Kirgisistan, Almat Kebispajew, Kasachstan und Stepan Marjanjan, Russland                                         |

## Nationale Wettkämpfe
| Jahr | Platz | Wettbewerb               | Gewichtsklasse | Ergebnisse                                                    |
| ---- | ----- | ------------------------ | -------------- | ------------------------------------------------------------- |
| 2013 | 2.    | Japanische Meisterschaft | bis 60 kg      | hinter Kazuma Kuramoto, vor Yoshitaka Kido und Naoto Tsuchida |
| 2014 | 2.    | Japanische Meisterschaft | bis 59 kg      | hinter Kazuma Kuramoto, vor Kohei Hasegawa und Shota Tanokura |
| 2015 | 1.    | Japanische Meisterschaft | bis 59 kg      | vor Kohei Hasegawa, Shota Tanakura und Masuto Kawana          |
| 2016 | 2.    | Japanische Meisterschaft | bis 59 kg      | hinter Kenichiro Fumita                                       |
| 2017 | 1.    | Japanische Meisterschaft | bis 59 kg      | vor Kenichiro Fumita, Kiyoshi Kawaguchi und Hayanobu Shimizu  |
| 2018 | 1.    | Meiji-Cup in Tokio       | bis 60 kg      | vor Hayanobu Shimizu, Kiyoshi Kawaguchi und Ryotaru Fujinami  |
| 2018 | 2.    | Japanische Meisterschaft | bis 60 kg      | hinter Kenchiro Fumita, vor Kazuki Yabe und Kyotaru Sogabe    |
| 2019 | 1.    | WM-Ausscheidung in Tokio | bis 63 kg      | vor Yoshiki Yamada                                            |

Erläuterungen
- alle Wettkämpfe im griechisch-römischen Stil
- OS = Olympische Spiele, WM = Weltmeisterschaft